# Дачная (остановочный пункт, ВСЖД)
Дачная — остановочный пункт Восточно-Сибирской железной дороги на Транссибирской магистрали. 
Расположен в Заиграевском районе Бурятии, на северной окраине СНТ «60 лет Бурятии», на 5660 км Транссиба.

## История
В 2012 году через остановочный пункт прекращено пригородное движение поезда Улан-Удэ — Горхон по Транссибирской магистрали. В 2014 году отменены электрички Улан-Удэ — Петровский Завод. С мая 2017 года возобновлено движение электропоезда Улан-Удэ — Петровский Завод (с мая по октябрь, дважды в неделю).

## Пригородное сообщение по остановочному пункту
| № поезда | Маршрут движения            | № поезда | Маршрут движения            |
| -------- | --------------------------- | -------- | --------------------------- |
| 6649     | Петровский Завод — Улан-Удэ | 6650     | Улан-Удэ — Петровский Завод |
| 6651     | Петровский Завод — Улан-Удэ | 6652     | Улан-Удэ — Петровский Завод |